# Roberto Emílio da Cunha
Roberto Emílio da Cunha meglio conosciuto come Roberto (Niterói, 20 giugno 1912 – 20 marzo 1977) è stato un calciatore brasiliano.

## Carriera
In carriera, Roberto ha giocato per due sole squadre: il Flamengo e il São Cristóvão. Ha anche giocato per la Nazionale brasiliana al Campionato mondiale di calcio 1938.

## Palmarès

### Club

#### Competizioni statali
- Torneio Início do Rio de Janeiro: 1

São Cristóvão: 1937